# 鈴木左斗志
鈴木 左斗志（すずき さとし）は、日本の刑法学者。慶應義塾大学法務研究科教授。指導教授は西田典之。

## 来歴
- 1987年　東京大学法学部卒業
- 1991年　司法試験第二次試験合格
- 1992年　東京大学大学院法学政治学研究科修士課程修了

## 職歴
- 金沢大学法学部助手
- 金沢大学法学部助教授
- 学習院大学法学部助教授
- 学習院大学法学部教授
- 慶應義塾大学大学院法務研究科教授

## 論文
- 「因果関係の『相当性』について － 結果帰責判断を規定してきたいくつかの視点の検討」（刑法雑誌43巻2号234頁）
- 「刑法における結果帰責判断の構造 － 犯罪論の機能的考察」（学習院大学法学会雑誌38巻1号1頁）
- 「電子計算機使用詐欺罪（246条の2）の諸問題」（学習院大学法学会雑誌37巻1号205頁）
- 「刑法における『占有』概念の再構成―財産犯罪の『成否』と『個別化』における保護法益論の機能―」（学習院大学法学会雑誌34巻2号（1999年）133頁）
- 「詐欺罪における『交付』について － 『財産犯の保護法益論』に関する一考察」（『松尾浩也先生古希祝賀論文集 上巻』517頁）

| スタブアイコン | サブスタブ | この項目は、まだ閲覧者の調べものの参照としては役立たない、人物に関連した書きかけの項目です。この項目を加筆・訂正などしてくださる協力者を求めています（P:人物伝/PJ:人物伝）。 |